# Valentin tengeralattjáró-fedezék
Koordináták: é. sz. 53° 13′ 02″, k. h. 8° 30′ 12″53.217361°N 8.503333°E

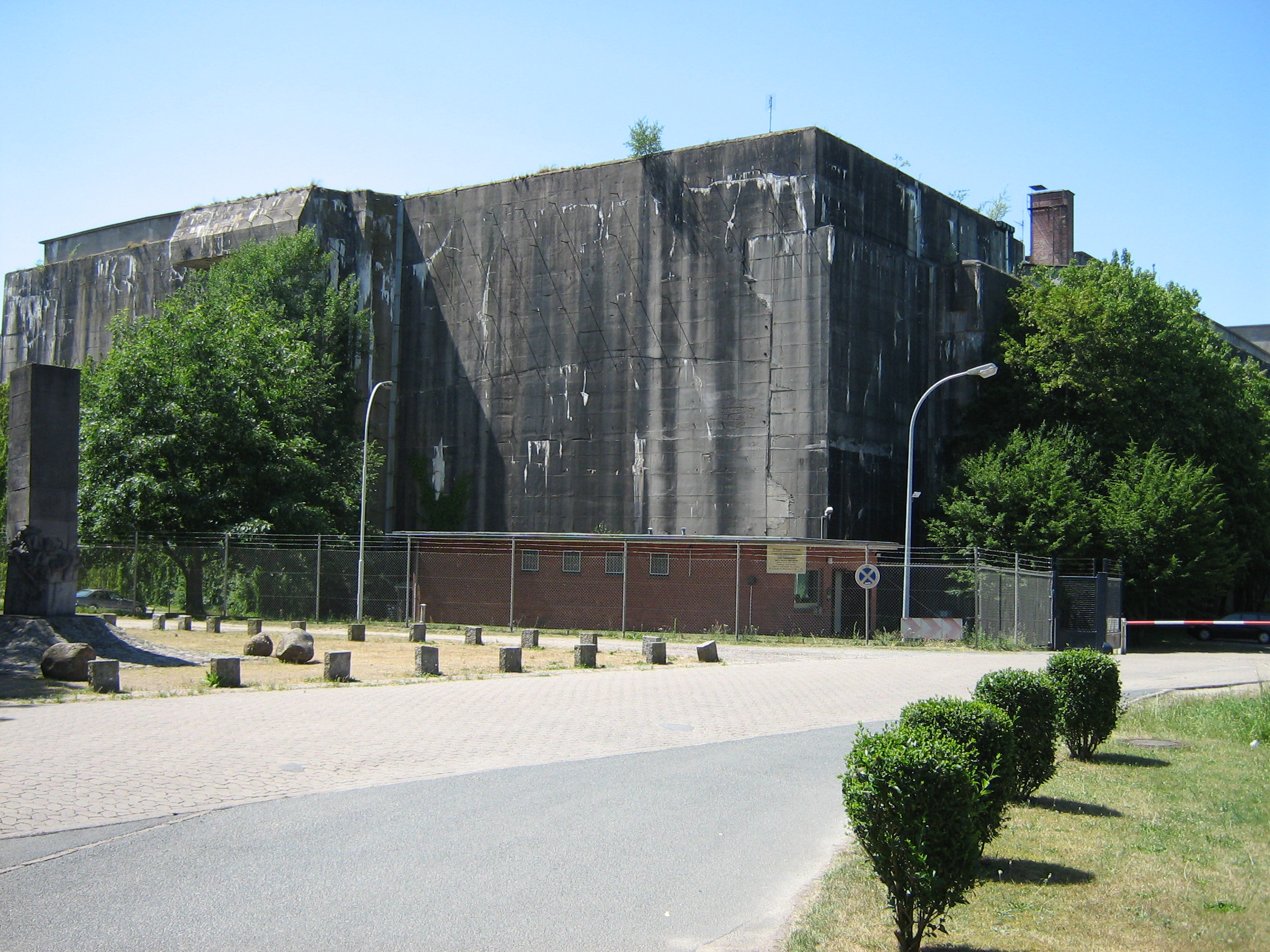
A Valentin bunker napjainkban

A Valentin tengeralattjáró-fedezék (németül U-Bootbunker Valentin) Bréma északi részén fekszik a Weser folyam partján. Az óriásbunkert 1943 és 1945 márciusa között építették, soha nem készült el teljesen. Nevének kezdőbetűjét Bréma északi városrészéről, Vegesackról kapta. 

## Története

### A bunker célja
1942 után az angolszász hatalmak egyre fokozódó légitámadásokat indítottak a náci Németország hadilétesítményei ellen. A támadások legfőbb célpontjai között szerepeltek a tengeralattjárókat előállító hajógyárak is. Az állandó bombázások miatt egyre nehezebben lehetett pótolni az elvesztett hadihajókat és tengeralattjárókat. Németországnak a bombatámadásoknak ellenállni képes üzemekre volt szüksége, ezért a főbb hajógyárak telephelyein nagyszabású bunkerépítési program indult. A hamburgi, kieli és wilhelmshaveni telephelyek mellett Brémában két építkezés is kezdődött.
A Valentinben a brémai kikötőben fekvő Hornissében és a wilhelmshaveni Wespében előállított részegységek végső összeszerelését kellett volna végezni. 1944-ben úgy tervezték, hogy 1945 áprilisában 3 tengeralattjárót sikerül majd összeállítani, míg 1945 nyarára havi 14 hajóegységre fut majd fel a termelés.

### Építés

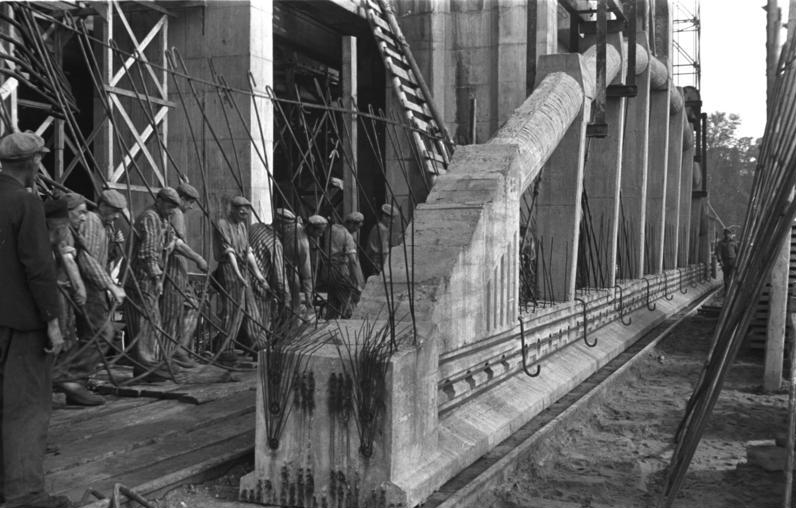
Kényszermunkások egy áthidalóelem beemelését készítik elő

1943-ban több hajógyári bunker építése is megkezdődött Németország északnyugati vidékén. A brémai építkezést az ún. Todt-szervezet felügyelte. A munkaszervezetet Erich Lackner építőmérnök vezette. A Valentin építéséhez szükséges munkaerő biztosítására két kényszermunkatábort hoztak létre a környező településeken. Összesen 13 000 munkás dolgozott, közülük 4000-en kényszermunkások, 5000-en francia, lengyel és szovjet hadifoglyok, illetve 2000-en koncentrációs táborokból kölcsönzött foglyok voltak. Az építkezés munkásait a közeli Farge koncentrációs táborában helyezték el. A munkások naponta 10 órányi nehéz fizikai munkát végeztek az építkezésen. A munkálatok során kivégzések, illetve a balesetek és a csapnivaló ellátás miatt 6000 kényszermunkás vesztette életét. 
1943-ban megkezdődött a brémai hajógyárak bombázása. A Valentint nem érte támadás, bár a nyugati haderők előtt ismeretes volt az építkezés célja. A szövetségesek valószínűleg azért nem indítottak támadást a bunker ellen, mert annak építéséhez erőforrásokra volt szükség, melyeket a német hadvezetés addig sem tudott a frontra átcsoportosítani. 1945 márciusára a Valentin 90%-ban elkészült. Hogy az épület elkészültét megakadályozzák, a szövetségesek légitámadásokat indítottak a bunker ellen. A RAF 13 darab 10 tonnás, 4 darab 5,4 tonnás és 12 féltonnás bombát vetett be a Valentin megsemmisítésére. Az épület két közvetlen találatot kapott. Az egyik bomba 7-8 méteres, máig látható lyukat ütött a négy méter vastag födémbe, amelyet köznyelv Halott Embernek (Toter Mann) nevezett el. A bombázás után az építkezést megszakították. Március 30-án az amerikai légierő támadása tönkretette az épület környéki infrastruktúrát és elsüllyesztette azt a kotróhajót, amelyik a Weser és a bunker összekötésén dolgozott. Egy hét múlva az építkezést véglegesen leállították, három hét múlva pedig brit csapatok megostromolták és elfoglalták Brémát. A Valentinben egyetlen tengeralattjárót sem építettek.

### A háború után
1945 májusában a nyugati szövetségesek megszállták az épületet. A Valentin berendezéseit leszerelték, egyes alkatrészeit eladták ócskavasnak. 1946-tól 1949-ig a brit és az amerikai hadsereg speciálisan bunkerrombolásra tervezett bombák kipróbálására használta a bunkert. Az amerikaiak tervezték az egész létesítmény felrobbanását, de a szükséges nagy mennyiségű robbanóanyag és a környéken várható nagy károk miatt ettől eltekintettek. (A robbantáshoz 500 tonna robbanószer kellett volna, ami valószínűleg tönkretette volna a fargei lakóházakat és a közeli erőművet is.) A bunkernek csak kisebb részeit robbantották fel. 1950-ben a fargei lakosság azt követelte, hogy a Valentint föld ráhordásával alakítsák mesterséges dombbá. 1954 után az amerikai hadsereg atomfegyver-raktárként akarta hasznosítani, de erre végül nem kerül sor. Még ugyanebben az évtizedben a bunker mintegy 40%-át a német haditengerészet számára átépítették. 1983-ban az épület előtt az építkezés áldozatainak emlékművet állítottak. Az átépített részt napjainkban is a Bundeswehr használja raktárként. A katonai bázis 2010-ig marad fenn. Bréma városa azt tervezi, hogy a bunkerben a háború áldozatairól megemlékező múzeumot alakít ki. A környékbeli civilszervezetek rendszeresen túrákat szerveznek a bunker bemutatására, amely előzetes egyeztetés után mindenki számára megtekinthető.

## Galéria

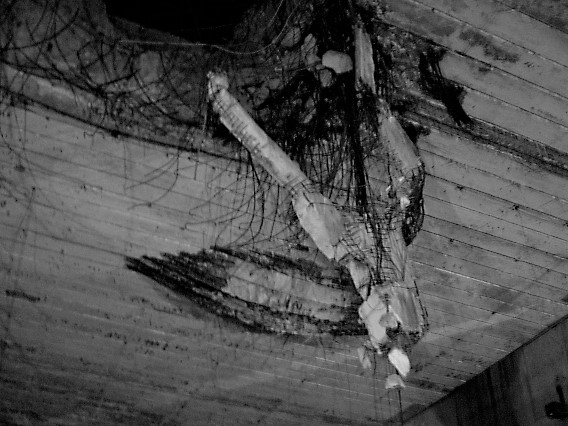
A Halott Ember
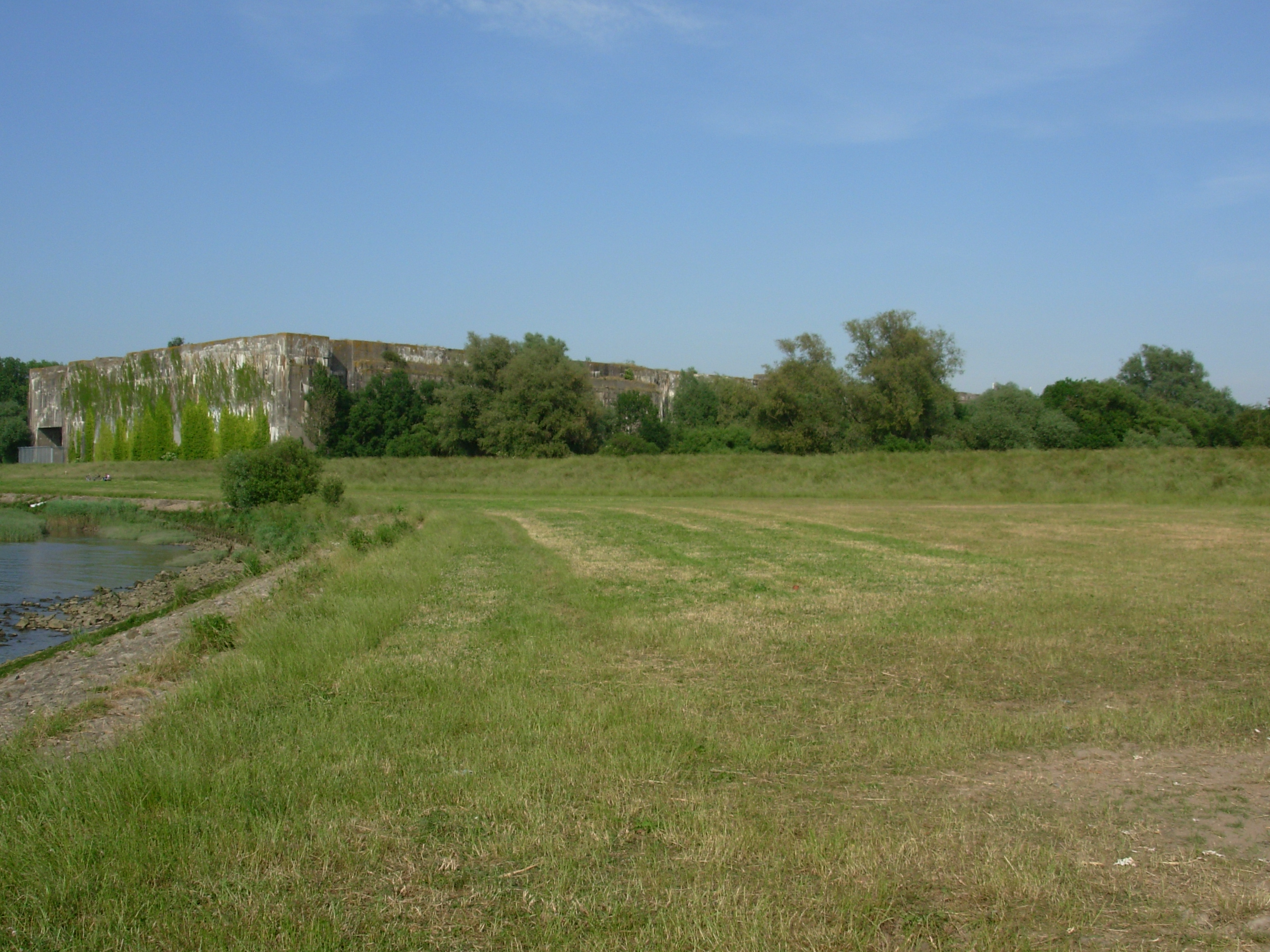
A Valentin a Weser felől
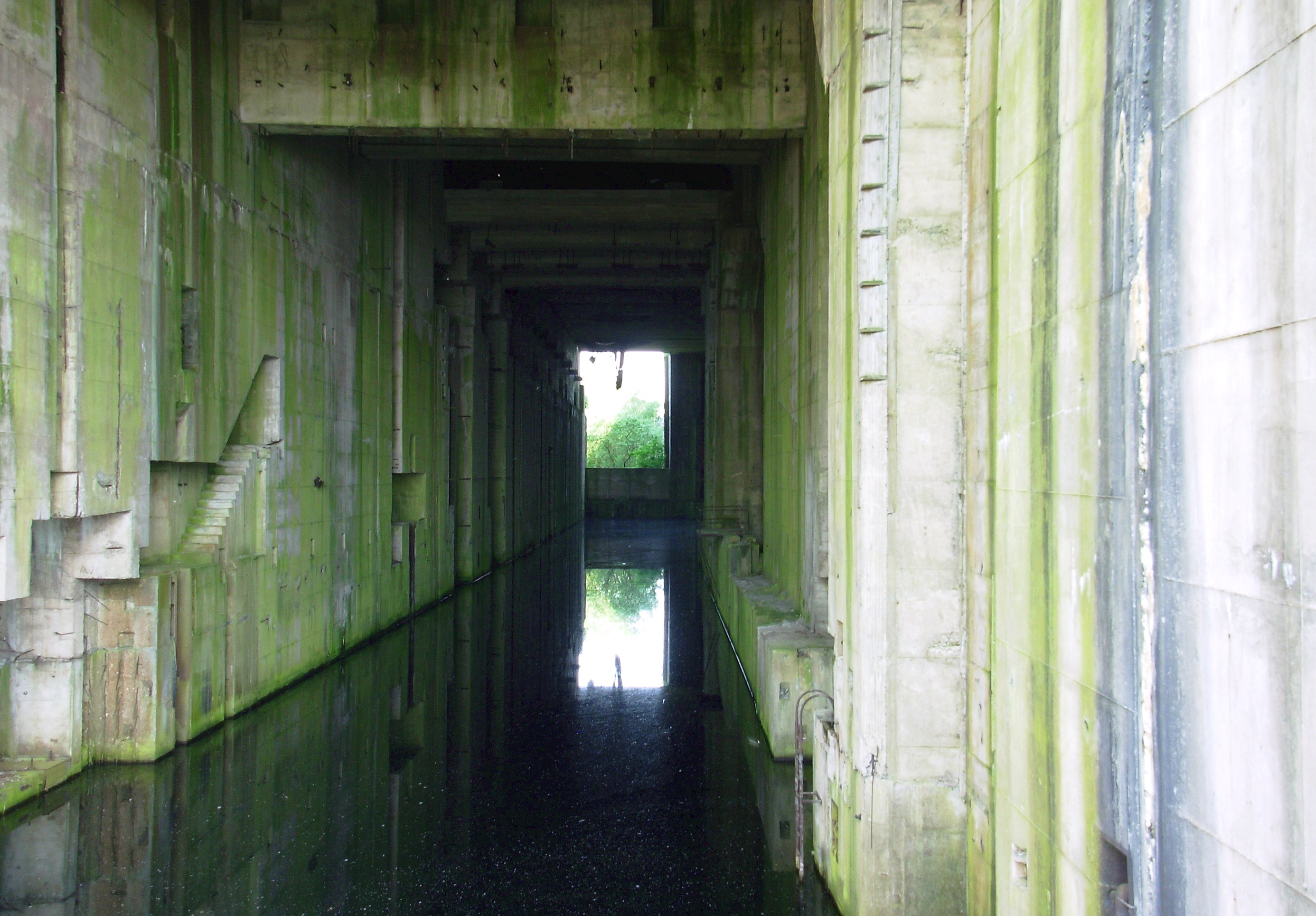
A bunker belső tere
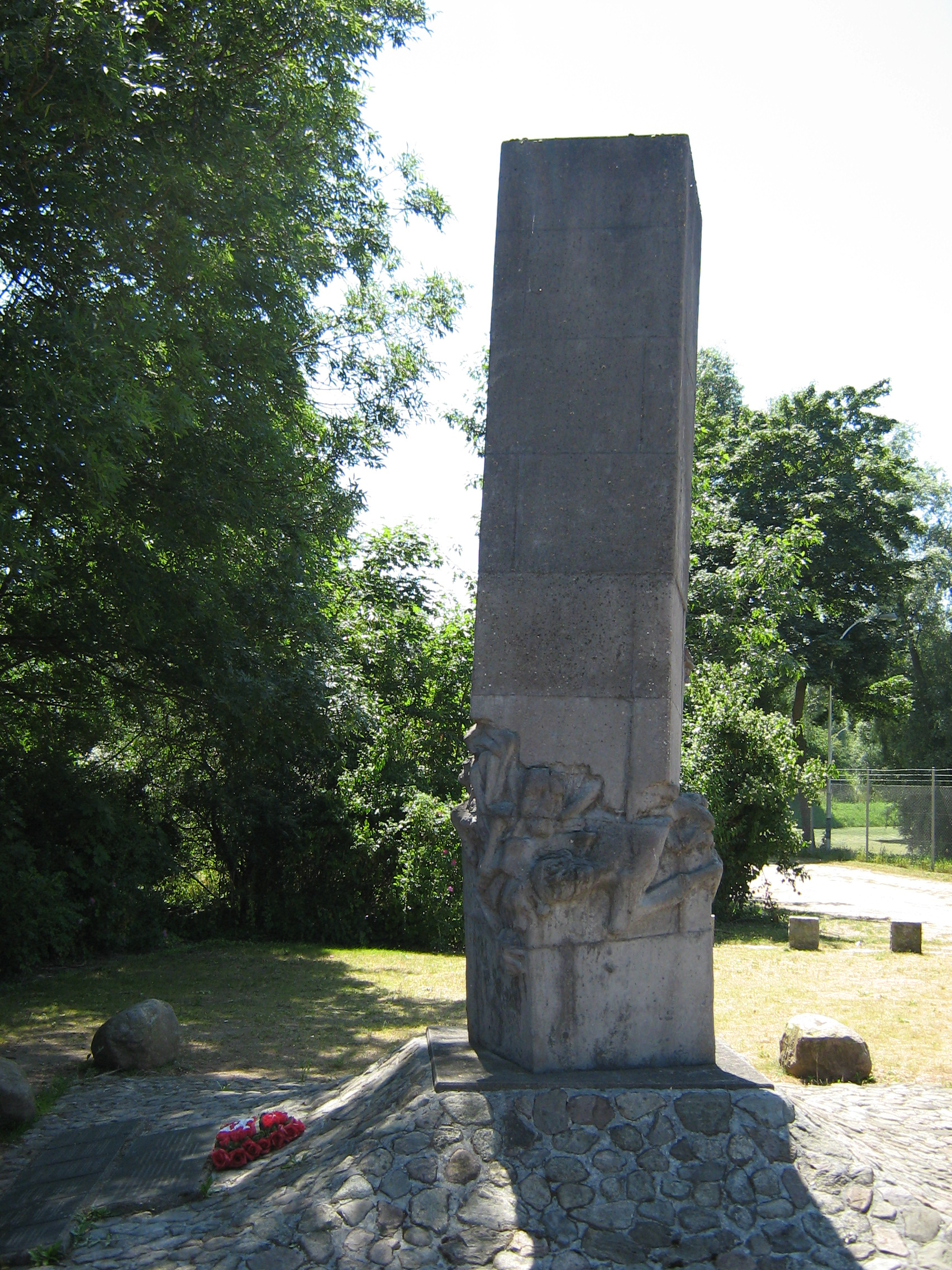
Az áldozatok emlékműve

## Fordítás
- Ez a szócikk részben vagy egészben  az   U-Bootbunker Valentin című német Wikipédia-szócikk ezen változatának fordításán alapul.  Az eredeti cikk szerkesztőit annak laptörténete sorolja fel. Ez a jelzés csupán a megfogalmazás eredetét és a szerzői jogokat jelzi, nem szolgál a cikkben szereplő információk forrásmegjelöléseként.

## Külső hivatkozások
- A bunker honlapja
- Relikte.com
- A bunker hasznosítását tervező csoport honlapja
- A Valentin az Elveszett Helyek honlapján